# Tour de France 2012/Fahrerfeld
Bei der Tour de France 2012 gingen insgesamt 198 Radrennfahrer in 22 Teams an den Start.

## Legende
- Suspendierung: Ausschluss durch eigenes Team
- Ausschluss: Ausschluss durch die Rennleitung vor Rennbeginn
- Disqualifikation: Ausschluss durch die Rennleitung nach Rennbeginn
- Auszeichnungen nach der Zielankunft:
  - : Etappensieger
  - : Gelbes Trikot für den Gesamtführenden
  - : Grünes Trikot für den Punktbesten
  - : Gepunktetes Trikot für den besten Bergfahrer
  - : Weißes Trikot für den besten Nachwuchsfahrer unter 25 Jahre
  - : Rote Rückennummer für den kämpferischsten Fahrer des Tages
  - : Gelbe Rückennummer für das in der Mannschaftswertung führende Team

## Teilnehmer nach Nationalitäten
Gesamt: 198
| Land                   | Teilnehmer |
| ---------------------- | ---------- |
| Frankreich             | 43         |
| Spanien                | 21         |
| Niederlande            | 18         |
| Italien                | 15         |
| Belgien                | 14         |
| Deutschland            | 13         |
| Australien             | 12         |
| Vereinigte Staaten     | 8          |
| Russland               | 5          |
| Dänemark               | 5          |
| Vereinigtes Königreich | 5          |
| Slowenien              | 4          |
| Kasachstan             | 4          |
| Belarus                | 4          |
| Schweiz                | 3          |
| Ukraine                | 3          |

| Land        | Teilnehmer |
| ----------- | ---------- |
| Slowakei    | 3          |
| Portugal    | 2          |
| Irland      | 2          |
| Südafrika   | 2          |
| Schweden    | 2          |
| Polen       | 1          |
| Luxemburg   | 1          |
| Norwegen    | 1          |
| Kanada      | 1          |
| Estland     | 1          |
| Neuseeland  | 1          |
| Österreich  | 1          |
| Argentinien | 1          |
| Kroatien    | 1          |
| Japan       | 1          |

## Teilnehmer nach Teams

### BMC Racing Team(USA)
| Nr.                 | Name                | Nationalität           | Rang | Anmerkungen                |
| ------------------- | ------------------- | ---------------------- | ---- | -------------------------- |
| 1                   | Cadel Evans         | Australien             | 007. |                            |
| 2                   | Marcus Burghardt    | Deutschland            | 058. |                            |
| 3                   | Steve Cummings      | Vereinigtes Königreich | 095. |                            |
| 4                   | Philippe Gilbert    | Belgien                | 046. |                            |
| 5                   | George Hincapie     | Vereinigte Staaten     | 038. |                            |
| 6                   | Amaël Moinard       | Frankreich             | 045. |                            |
| 7                   | Manuel Quinziato    | Italien                | 109. |                            |
| 8                   | Michael Schär       | Schweiz                | 049. |                            |
| 9                   | Tejay van Garderen  | Vereinigte Staaten     | 005. | : Prolog–6., 9.–20. Etappe |
| Mannschaftswertung: | Mannschaftswertung: | Mannschaftswertung:    | 003. |                            |

### RadioShack-Nissan(Luxemburg)
| Nr.                 | Name                | Nationalität        | Rang | Anmerkungen |
| ------------------- | ------------------- | ------------------- | ---- | --- |
| 11                  | Fränk Schleck       | Luxemburg           | –    | Nicht zur 16. Etappe angetreten; am 2. Ruhetag nach positivem Test auf das Diuretikum Xipamid vom Team zurückgezogen. |
| 12                  | Fabian Cancellara   | Schweiz             | –    | : Prolog; : Prolog−6. Etappe; : Prolog–1. Etappe; nicht zur 11. Etappe angetreten                                     |
| 13                  | Tony Gallopin       | Frankreich          | –    | Aufgabe während der 13. Etappe                                                                                        |
| 14                  | Christopher Horner  | Vereinigte Staaten  | 013. | |
| 15                  | Andreas Klöden      | Deutschland         | 011. | |
| 16                  | Maxime Monfort      | Belgien             | 016. | |
| 17                  | Jaroslaw Popowytsch | Ukraine             | 076. | |
| 18                  | Jens Voigt          | Deutschland         | 052. | |
| 19                  | Haimar Zubeldia     | Spanien             | 006. | |
| Mannschaftswertung: | Mannschaftswertung: | Mannschaftswertung: | 001. | : 8.−20. Etappe |

### Team Europcar(Frankreich)
| Nr.                 | Name                | Nationalität        | Rang | Anmerkungen                                                 |
| ------------------- | ------------------- | ------------------- | ---- | ----------------------------------------------------------- |
| 21                  | Thomas Voeckler     | Frankreich          | 026. | : 10., 16. Etappe; : 10., 16.−20. Etappe; : 10., 16. Etappe |
| 22                  | Yukiya Arashiro     | Japan               | 084. | : 4. Etappe                                                 |
| 23                  | Giovanni Bernaudeau | Frankreich          | –    | Aufgabe während der 15. Etappe                              |
| 24                  | Cyril Gautier       | Frankreich          | 061. |                                                             |
| 25                  | Yohann Gène         | Frankreich          | 139. |                                                             |
| 26                  | Vincent Jérôme      | Frankreich          | –    | Aufgabe während der 15. Etappe                              |
| 27                  | Christophe Kern     | Frankreich          | 083. |                                                             |
| 28                  | Davide Malacarne    | Italien             | 059. |                                                             |
| 29                  | Pierre Rolland      | Frankreich          | 008. | : 11. Etappe; : 11. Etappe                                  |
| Mannschaftswertung: | Mannschaftswertung: | Mannschaftswertung: | 007. |                                                             |

### Euskaltel-Euskadi(Spanien)
| Nr.                 | Name                | Nationalität        | Rang | Anmerkungen                              |
| ------------------- | ------------------- | ------------------- | ---- | ---------------------------------------- |
| 31                  | Samuel Sánchez      | Spanien             | –    | Aufgabe nach Sturz während der 8. Etappe |
| 32                  | Mikel Astarloza     | Spanien             | –    | Aufgabe nach Sturz während der 6. Etappe |
| 33                  | Jorge Azanza        | Spanien             | 074. |                                          |
| 34                  | Gorka Izagirre      | Spanien             | 039. |                                          |
| 35                  | Egoi Martínez       | Spanien             | 017. |                                          |
| 36                  | Rubén Pérez         | Spanien             | 087. |                                          |
| 37                  | Amets Txurruka      | Spanien             | –    | Nicht zur 7. Etappe angetreten           |
| 38                  | Pablo Urtasun       | Spanien             | 134. |                                          |
| 39                  | Gorka Verdugo       | Spanien             | –    | Aufgabe während der 8. Etappe            |
| Mannschaftswertung: | Mannschaftswertung: | Mannschaftswertung: | 015. |                                          |

### Lampre-ISD(Italien)
| Nr.                 | Name                | Nationalität        | Rang | Anmerkungen                                                |
| ------------------- | ------------------- | ------------------- | ---- | ---------------------------------------------------------- |
| 41                  | Michele Scarponi    | Italien             | 024. |                                                            |
| 42                  | Grega Bole          | Slowenien           | –    | Aufgabe während der 16. Etappe                             |
| 43                  | Danilo Hondo        | Deutschland         | 086. |                                                            |
| 44                  | Jurij Kriwzow       | Ukraine             | –    | Ausgeschieden nach der 11. Etappe: Zeitlimit überschritten |
| 45                  | Matthew Lloyd       | Australien          | –    | Nicht zur 10. Etappe angetreten                            |
| 46                  | Marco Marzano       | Italien             | 087. |                                                            |
| 47                  | Alessandro Petacchi | Italien             | –    | Ausgeschieden nach der 11. Etappe: Zeitlimit überschritten |
| 48                  | Simone Stortoni     | Italien             | 134. |                                                            |
| 49                  | Davide Viganò       | Italien             | –    | Aufgabe nach Sturz während der 6. Etappe                   |
| Mannschaftswertung: | Mannschaftswertung: | Mannschaftswertung: | 017. |                                                            |

### Liquigas-Cannondale(Italien)
| Nr.                 | Name                | Nationalität        | Rang | Anmerkungen                                        |
| ------------------- | ------------------- | ------------------- | ---- | -------------------------------------------------- |
| 51                  | Vincenzo Nibali     | Italien             | 003. |                                                    |
| 52                  | Ivan Basso          | Italien             | 025. |                                                    |
| 53                  | Federico Canuti     | Italien             | 011. |                                                    |
| 54                  | Kristijan Koren     | Slowenien           | 098. |                                                    |
| 55                  | Dominik Nerz        | Deutschland         | 047. |                                                    |
| 56                  | Daniel Oss          | Italien             | 105. |                                                    |
| 57                  | Peter Sagan         | Slowakei            | 042. | : 1., 3., 6. Etappe; : 2.–20. Etappe; : 14. Etappe |
| 58                  | Sylwester Szmyd     | Polen               | 071. |                                                    |
| 59                  | Alessandro Vanotti  | Italien             | 118. |                                                    |
| Mannschaftswertung: | Mannschaftswertung: | Mannschaftswertung: | 005. |                                                    |

### Garmin-Sharp-Barracuda(USA)
| Nr.                 | Name                  | Nationalität           | Rang | Anmerkungen                              |
| ------------------- | --------------------- | ---------------------- | ---- | ---------------------------------------- |
| 61                  | Ryder Hesjedal        | Kanada                 | –    | Nicht zur 7. Etappe angetreten           |
| 62                  | Tom Danielson         | Vereinigte Staaten     | –    | Aufgabe nach Sturz während der 6. Etappe |
| 63                  | Tyler Farrar          | Vereinigte Staaten     | 151. |                                          |
| 64                  | Robert Hunter         | Südafrika              | –    | Nicht zur 7. Etappe angetreten           |
| 65                  | Daniel Martin         | Irland                 | 035. |                                          |
| 66                  | David Millar          | Vereinigtes Königreich | 106. | : 12. Etappe                             |
| 67                  | Johan Vansummeren     | Belgien                | 147. |                                          |
| 68                  | Christian Vande Velde | Vereinigte Staaten     | 060. |                                          |
| 69                  | David Zabriskie       | Vereinigte Staaten     | 100. | : 6. Etappe                              |
| Mannschaftswertung: | Mannschaftswertung:   | Mannschaftswertung:    | 020. |                                          |

### Ag2r La Mondiale(Frankreich)
| Nr.                 | Name                   | Nationalität        | Rang | Anmerkungen                    |
| ------------------- | ---------------------- | ------------------- | ---- | ------------------------------ |
| 71                  | Jean-Christophe Péraud | Frankreich          | 044. |                                |
| 72                  | Maxime Bouet           | Frankreich          | 055. |                                |
| 73                  | Mickaël Chérel         | Frankreich          | 062. |                                |
| 74                  | Hubert Dupont          | Frankreich          | –    | Nicht zur 7. Etappe angetreten |
| 75                  | Sébastien Hinault      | Frankreich          | 122. |                                |
| 76                  | Blel Kadri             | Frankreich          | 089. |                                |
| 77                  | Sébastien Minard       | Frankreich          | 065. |                                |
| 78                  | Christophe Riblon      | Frankreich          | 073. |                                |
| 79                  | Nicolas Roche          | Irland              | 012. |                                |
| Mannschaftswertung: | Mannschaftswertung:    | Mannschaftswertung: | 010. |                                |

### Cofidis, le Crédit en Ligne(Frankreich)
| Nr.                 | Name                | Nationalität        | Rang | Anmerkungen |
| ------------------- | ------------------- | ------------------- | ---- | --- |
| 81                  | Rein Taaramäe       | Estland             | 036. | |
| 82                  | Rémy Di Gregorio    | Frankreich          | –    | Nicht zur 10. Etappe angetreten; am 1. Ruhetag wegen des Verdachts des organisierten Handels mit Dopingmitteln verhaftet und vom Team suspendiert. |
| 83                  | Samuel Dumoulin     | Frankreich          | 107. | |
| 84                  | Nicolas Edet        | Frankreich          | 128. | : 1. Etappe |
| 85                  | Julien Fouchard     | Frankreich          | 149. | |
| 86                  | Jan Ghyselinck      | Belgien             | 152. | : 12. Etappe |
| 87                  | Luis Ángel Maté     | Spanien             | 130. | |
| 88                  | David Moncoutié     | Frankreich          | –    | Aufgabe während der 12. Etappe |
| 89                  | Romain Zingle       | Belgien             | 090. | |
| Mannschaftswertung: | Mannschaftswertung: | Mannschaftswertung: | 019. | |

### Saur-Sojasun(Frankreich)
| Nr.                 | Name                | Nationalität        | Rang | Anmerkungen                   |
| ------------------- | ------------------- | ------------------- | ---- | ----------------------------- |
| 91                  | Jérôme Coppel       | Frankreich          | 021. |                               |
| 92                  | Anthony Delaplace   | Frankreich          | –    | Aufgabe während der 7. Etappe |
| 93                  | Jimmy Engoulvent    | Frankreich          | 153. |                               |
| 94                  | Brice Feillu        | Frankreich          | 091. |                               |
| 95                  | Fabrice Jeandesboz  | Frankreich          | 054. |                               |
| 96                  | Cyril Lemoine       | Frankreich          | 136. |                               |
| 97                  | Guillaume Levarlet  | Frankreich          | 075. |                               |
| 98                  | Jean-Marc Marino    | Frankreich          | 131. |                               |
| 99                  | Julien Simon        | Frankreich          | 092. |                               |
| Mannschaftswertung: | Mannschaftswertung: | Mannschaftswertung: | 014. |                               |

### Sky ProCycling(Vereinigtes Königreich)
| Nr.                 | Name                 | Nationalität           | Rang | Anmerkungen                              |
| ------------------- | -------------------- | ---------------------- | ---- | ---------------------------------------- |
| 101                 | Bradley Wiggins      | Vereinigtes Königreich | 001. | : 9., 19. Etappe; : 7.–20. Etappe        |
| 102                 | Edvald Boasson Hagen | Norwegen               | 056. |                                          |
| 103                 | Mark Cavendish       | Vereinigtes Königreich | 142. | : 2., 18., 20. Etappe                    |
| 104                 | Bernhard Eisel       | Österreich             | 146. |                                          |
| 105                 | Chris Froome         | Vereinigtes Königreich | 002. | : 7. Etappe; : 7. Etappe                 |
| 106                 | Christian Knees      | Deutschland            | 082. |                                          |
| 107                 | Richie Porte         | Australien             | 034. |                                          |
| 108                 | Michael Rogers       | Australien             | 023. |                                          |
| 109                 | Kanstanzin Siuzou    | Belarus                | –    | Aufgabe nach Sturz während der 3. Etappe |
| Mannschaftswertung: | Mannschaftswertung:  | Mannschaftswertung:    | 002. | : Prolog–7. Etappe                       |

### Lotto-Belisol(Belgien)
| Nr.                 | Name                  | Nationalität        | Rang | Anmerkungen          |
| ------------------- | --------------------- | ------------------- | ---- | -------------------- |
| 111                 | Jurgen Van Den Broeck | Belgien             | 004. |                      |
| 112                 | Lars Bak              | Dänemark            | 096. |                      |
| 113                 | Francis De Greef      | Belgien             | 102. |                      |
| 114                 | André Greipel         | Deutschland         | 123. | : 4., 5., 13. Etappe |
| 115                 | Adam Hansen           | Australien          | 081. |                      |
| 116                 | Greg Henderson        | Neuseeland          | 124. |                      |
| 117                 | Jürgen Roelandts      | Belgien             | 104. |                      |
| 118                 | Marcel Sieberg        | Deutschland         | 132. |                      |
| 119                 | Jelle Vanendert       | Belgien             | 029. |                      |
| Mannschaftswertung: | Mannschaftswertung:   | Mannschaftswertung: | 011. |                      |

### Vacansoleil-DCM(Niederlande)
| Nr.                 | Name                | Nationalität        | Rang | Anmerkungen                              |
| ------------------- | ------------------- | ------------------- | ---- | ---------------------------------------- |
| 121                 | Lieuwe Westra       | Niederlande         | –    | Aufgabe während der 11. Etappe           |
| 122                 | Kris Boeckmans      | Belgien             | 115. |                                          |
| 123                 | Johnny Hoogerland   | Niederlande         | 057. |                                          |
| 124                 | Gustav Larsson      | Schweden            | –    | Aufgabe während der 11. Etappe           |
| 125                 | Marco Marcato       | Italien             | 067. |                                          |
| 126                 | Wout Poels          | Niederlande         | –    | Aufgabe nach Sturz während der 6. Etappe |
| 127                 | Rob Ruijgh          | Niederlande         | –    | Aufgabe während der 11. Etappe           |
| 128                 | Rafael Valls        | Spanien             | 041. |                                          |
| 129                 | Kenny van Hummel    | Niederlande         | –    | Aufgabe während der 15. Etappe           |
| Mannschaftswertung: | Mannschaftswertung: | Mannschaftswertung: | 018. |                                          |

### Katusha Team(Russland)
| Nr.                 | Name                           | Nationalität        | Rang | Anmerkungen                     |
| ------------------- | ------------------------------ | ------------------- | ---- | ------------------------------- |
| 131                 | Denis Nikolajewitsch Menschow  | Russland            | 015. |                                 |
| 132                 | Giampaolo Caruso               | Italien             | 037. |                                 |
| 133                 | Óscar Freire                   | Spanien             | –    | Nicht zur 7. Etappe angetreten. |
| 134                 | Wladimir Nikolajewitsch Gussew | Russland            | –    | Aufgabe während der 16. Etappe  |
| 135                 | Joan Horrach                   | Spanien             | 119. |                                 |
| 136                 | Aljaksandr Kuschynski          | Belarus             | 145. |                                 |
| 137                 | Luca Paolini                   | Italien             | 108. |                                 |
| 138                 | Juri Wiktorowitsch Trofimow    | Russland            | 051. |                                 |
| 139                 | Eduard Alexejewitsch Worganow  | Russland            | 019. |                                 |
| Mannschaftswertung: | Mannschaftswertung:            | Mannschaftswertung: | 008. |                                 |

### FDJ-Big Mat(Frankreich)
| Nr.                 | Name                | Nationalität        | Rang | Anmerkungen                    |
| ------------------- | ------------------- | ------------------- | ---- | ------------------------------ |
| 141                 | Sandy Casar         | Frankreich          | 022. |                                |
| 142                 | Pierrick Fédrigo    | Frankreich          | 048. | : 15. Etappe                   |
| 143                 | Yauheni Hutarovich  | Belarus             | –    | Aufgabe während der 15. Etappe |
| 144                 | Mathieu Ladagnous   | Frankreich          | 085. | : 5. Etappe                    |
| 145                 | Cédric Pineau       | Frankreich          | 133. |                                |
| 146                 | Thibaut Pinot       | Frankreich          | 010. | : 8. Etappe                    |
| 147                 | Anthony Roux        | Frankreich          | 126. | : 2. Etappe                    |
| 148                 | Jérémy Roy          | Frankreich          | 066. |                                |
| 149                 | Arthur Vichot       | Frankreich          | 094. |                                |
| Mannschaftswertung: | Mannschaftswertung: | Mannschaftswertung: | 009. |                                |

### Rabobank Cycling Team(Niederlande)
| Nr.                 | Name                  | Nationalität        | Rang | Anmerkungen                     |
| ------------------- | --------------------- | ------------------- | ---- | ------------------------------- |
| 151                 | Robert Gesink         | Niederlande         | –    | Nicht zur 12. Etappe angetreten |
| 152                 | Steven Kruijswijk     | Niederlande         | 033. |                                 |
| 153                 | Bauke Mollema         | Niederlande         | –    | Aufgabe während der 11. Etappe  |
| 154                 | Mark Renshaw          | Australien          | –    | Aufgabe während der 11. Etappe  |
| 155                 | Luis León Sánchez Gil | Spanien             | 064. | : 14. Etappe; : 7. Etappe       |
| 156                 | Bram Tankink          | Niederlande         | 144. |                                 |
| 157                 | Laurens ten Dam       | Niederlande         | 028. |                                 |
| 158                 | Maarten Tjallingii    | Niederlande         | –    | Nicht zur 4. Etappe angetreten  |
| 159                 | Maarten Wijnants      | Belgien             | –    | Nicht zur 7. Etappe angetreten  |
| Mannschaftswertung: | Mannschaftswertung:   | Mannschaftswertung: | 014. |                                 |

### Movistar Team(Spanien)
| Nr.                 | Name                   | Nationalität        | Rang | Anmerkungen                |
| ------------------- | ---------------------- | ------------------- | ---- | -------------------------- |
| 161                 | Alejandro Valverde     | Spanien             | 020. | : 17. Etappe; : 17. Etappe |
| 162                 | Juan José Cobo         | Spanien             | 030. |                            |
| 163                 | Rui Costa              | Portugal            | 018. |                            |
| 164                 | Imanol Erviti          | Spanien             | –    |                            |
| 165                 | José Iván Gutiérrez    | Spanien             | –    |                            |
| 166                 | Vladimir Karpets       | Russland            | 053. |                            |
| 167                 | Wassil Kiryjenka       | Belarus             | 077. |                            |
| 168                 | Rubén Plaza            | Spanien             | 101. |                            |
| 169                 | José Joaquín Rojas Gil | Spanien             | –    |                            |
| Mannschaftswertung: | Mannschaftswertung:    | Mannschaftswertung: | 006. |                            |

### Team Saxo Bank-Tinkoff Bank(Dänemark)
| Nr.                 | Name                 | Nationalität        | Rang | Anmerkungen                      |
| ------------------- | -------------------- | ------------------- | ---- | -------------------------------- |
| 171                 | Jonathan Cantwell    | Australien          | 137. |                                  |
| 172                 | Juan José Haedo      | Argentinien         | 140. |                                  |
| 173                 | Karsten Kroon        | Niederlande         | 143. |                                  |
| 174                 | Anders Lund          | Dänemark            | 127. |                                  |
| 175                 | Michael Mørkøv       | Dänemark            | 093. | : 1.–6. Etappe; : 3., 13. Etappe |
| 176                 | Nick Nuyens          | Belgien             | 121. |                                  |
| 177                 | Sérgio Paulinho      | Portugal            | 050. |                                  |
| 178                 | Chris Anker Sørensen | Dänemark            | 014. |                                  |
| 179                 | Nicki Sørensen       | Dänemark            | 099. | : 15., 20. Etappe                |
| Mannschaftswertung: | Mannschaftswertung:  | Mannschaftswertung: | 016. |                                  |

### Astana Pro Team(Kasachstan)
| Nr.                 | Name                 | Nationalität        | Rang | Anmerkungen                                              |
| ------------------- | -------------------- | ------------------- | ---- | -------------------------------------------------------- |
| 181                 | Janez Brajkovič      | Slowenien           | 009. |                                                          |
| 182                 | Borut Božič          | Slowenien           | 129. |                                                          |
| 183                 | Dmitri Fofonow       | Kasachstan          | 063. |                                                          |
| 184                 | Andrij Hrywko        | Ukraine             | 043. |                                                          |
| 185                 | Maxim Iglinski       | Kasachstan          | 116. |                                                          |
| 186                 | Andrei Kaschetschkin | Kasachstan          | 078. |                                                          |
| 187                 | Fredrik Kessiakoff   | Schweden            | 040. | : 8., 9., 11.−15. Etappe; : 8. Etappe                    |
| 188                 | Robert Kišerlovski   | Kroatien            | –    | : 12. Etappe; Aufgabe nach Unfall während der 14. Etappe |
| 189                 | Alexander Winokurow  | Kasachstan          | 031. | : 18. Etappe                                             |
| Mannschaftswertung: | Mannschaftswertung:  | Mannschaftswertung: | 004. |                                                          |

### Omega Pharma-Quick Step(Belgien)
| Nr.                 | Name                | Nationalität        | Rang | Anmerkungen                                                       |
| ------------------- | ------------------- | ------------------- | ---- | ----------------------------------------------------------------- |
| 191                 | Levi Leipheimer     | Vereinigte Staaten  | 032. |                                                                   |
| 192                 | Sylvain Chavanel    | Frankreich          | –    | Aufgabe während der 15. Etappe                                    |
| 193                 | Kevin De Weert      | Belgien             | 070. |                                                                   |
| 194                 | Dries Devenyns      | Belgien             | 068. |                                                                   |
| 195                 | Bert Grabsch        | Deutschland         | 125. |                                                                   |
| 196                 | Tony Martin         | Deutschland         | –    | Nicht zur 10. Etappe angetreten, Aufgabe während des 1. Ruhetages |
| 197                 | Jérôme Pineau       | Frankreich          | 112. |                                                                   |
| 198                 | Martin Velits       | Slowakei            | 088. |                                                                   |
| 199                 | Peter Velits        | Slowakei            | 027. |                                                                   |
| Mannschaftswertung: | Mannschaftswertung: | Mannschaftswertung: | 012. |                                                                   |

### Orica GreenEdge(Australien)
| Nr.                 | Name                | Nationalität        | Rang | Anmerkungen                    |
| ------------------- | ------------------- | ------------------- | ---- | ------------------------------ |
| 201                 | Simon Gerrans       | Australien          | 079. |                                |
| 202                 | Michael Albasini    | Schweiz             | 110. |                                |
| 203                 | Baden Cooke         | Australien          | 117. |                                |
| 204                 | Matthew Goss        | Australien          | 120. |                                |
| 205                 | Daryl Impey         | Südafrika           | 111. |                                |
| 206                 | Brett Lancaster     | Australien          | –    | Aufgabe während der 15. Etappe |
| 207                 | Sebastian Langeveld | Niederlande         | 150. |                                |
| 208                 | Stuart O’Grady      | Australien          | 097. |                                |
| 209                 | Pieter Weening      | Niederlande         | 072. |                                |
| Mannschaftswertung: | Mannschaftswertung: | Mannschaftswertung: | 021. |                                |

### Argos-Shimano(Niederlande)
| Nr.                 | Name                | Nationalität        | Rang | Anmerkungen                    |
| ------------------- | ------------------- | ------------------- | ---- | ------------------------------ |
| 211                 | Marcel Kittel       | Deutschland         | –    | Aufgabe während der 5. Etappe  |
| 212                 | Roy Curvers         | Niederlande         | 135. |                                |
| 213                 | Koen de Kort        | Niederlande         | 103. |                                |
| 214                 | Johannes Fröhlinger | Deutschland         | –    | Nicht zur 8. Etappe angetreten |
| 215                 | Patrick Gretsch     | Deutschland         | 141. |                                |
| 216                 | Yann Huguet         | Frankreich          | 138. |                                |
| 217                 | Matthieu Sprick     | Frankreich          | 113. |                                |
| 218                 | Albert Timmer       | Niederlande         | 148. |                                |
| 219                 | Tom Veelers         | Niederlande         | –    | Aufgabe während der 12. Etappe |
| Mannschaftswertung: | Mannschaftswertung: | Mannschaftswertung: | 022. |                                |